# Disa elegans
Disa elegans là một loài thực vật có hoa trong họ Lan. Loài này được Sond. ex Rchb.f. mô tả khoa học đầu tiên năm 1865.